# Reifholz

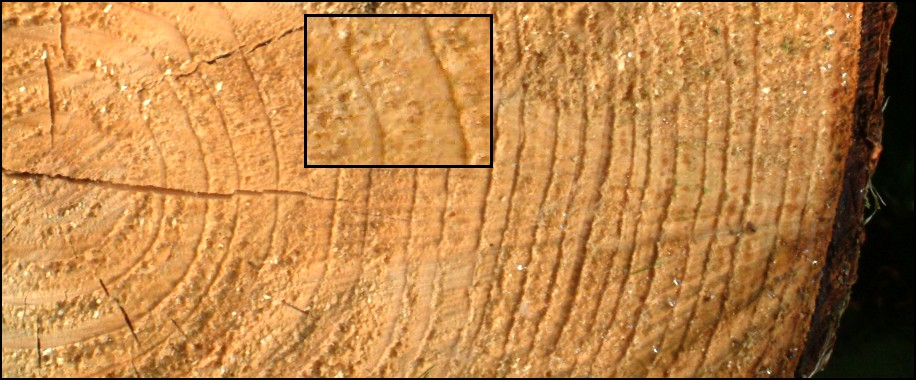
Reifholzbaum (Fichte)

Als Reifholz wird Holz bezeichnet, das im zentralen Teil (Kernholz) deutlich wasserärmer ist als das umgebende Splintholz (in frischem Zustand) und das keinen Farbkern hat. Es ist höchstens etwas dunkler. Bei der Ulme (Ulmus) bildet das Reifholz den Übergang zum Splintholz, sie ist ein Kernreifholzbaum.
Im Reifholz sind die wasserleitenden Zellen außer Funktion, die Parenchymzellen abgestorben.
Verschiedene Baumarten wie Rotbuche und Birne weisen manchmal eine abnorme Färbung des Holzkörpers auf. Dies wird als falscher Kern bezeichnet, da sie nichtverkernende Holzarten sind. Weitere Arten mit Reifholz sind Gemeine Fichte (Picea abies), Feld-Ahorn (Acer campestre) und die Weiß-Tanne (Abies alba).
Entsprechend neuerer Terminologie wird als Reifholz-Baum ein Baum mit hellerem Kernholz bezeichnet.

## Belege
1. 1 2 3 4  Gerhard Stinglwagner, Ilse Haseder, Reinhold Erlbeck: Das Kosmos Wald- und Forst-Lexikon. 4. Auflage. Franckh-Kosmos, Stuttgart 2009, S. 686. ISBN 3-440-12160-7.